# A long walk on a short pier (album)
A long walk on a short pier is het eerste album (in cd vorm) van de slagwerkgroep Slagerij van Kampen. Alle nummers, behalve mosi oa tunya, zijn instrumentaal.
Het album is een ode aan de oorspronkelijke bewoners van verschillende continenten.

## Nummers
1. the impi (1:55)
2. mosi oa tunya (5:00)
3. dance of the impi (1:35)
4. the mountain to mohammed (6:45)
5. return of the impi (1:15)
6. les vieux griots (5:30)
  1. les griots (2:20)
  2. l'état (0:55)
  3. la fin (1:37)
  4. impi:chment (0:38)
7. wakarimasèn (8:06)
8. tellem mallets (7:05)
9. a long walk on a short pier (21:45)
  1. java (4:40)
  2. slave coast (2:35)
  3. mississippi (3:05)
  4. chicago (3:15)
  5. new york city (2:50)
  6. world-jam (5:20)

Stukjes van een aantal nummers zijn te horen op de website van Slagerij van Kampen (bij de discografie).